# تپه فراش قدیم
تپه فراش قدیم مربوط به دوره اشکانیان - دوران‌های تاریخی پس از اسلام است و در شهرستان هرسین، بخش بیستون، روستای فراش واقع شده و این اثر در تاریخ ۴ خرداد ۱۳۸۴ با شمارهٔ ثبت ۱۱۷۷۹ به‌عنوان یکی از آثار ملی ایران به ثبت رسیده است.